# John Henninger Reagan

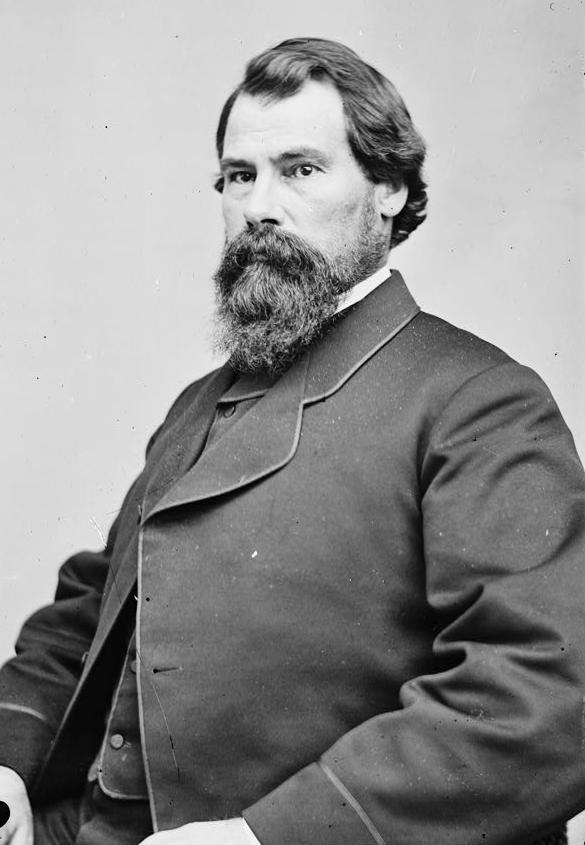
John Henninger Reagan

John Henninger Reagan (* 8. Oktober 1818 in Sevierville, Sevier County, Tennessee; † 6. März 1905 in Palestine, Texas) war ein US-amerikanischer Politiker und Finanz- sowie Postminister der Konföderierten Staaten von Amerika (CSA).

## Herkunft und Werdegang
Er war ein Selfmademan und besuchte Schulen in Tennessee wie die Nancy Akademie, Boyds Creek Akademie und das Maryville Seminar (von einem Abschluss ist nichts erwähnt). Danach arbeitete er als Aufseher auf einer Plantage bei Natchez, Mississippi, bevor er in der unabhängigen Republik Texas zunächst als Indianerkämpfer im Kampf gegen die Cherokee und dann von 1839 bis 1843 als Inspektor für öffentlichen Grundbesitz diente. Am 19. April 1844 heiratete er Martha Music, eine Witwe mit sechs Kindern. Aus seiner zweiten, am 23. Dezember 1852 geschlossenen Ehe mit Edwina Moss Nelms gingen sechs Kinder hervor. Nach dem Tod seiner zweiten Ehefrau 1863 heiratete er am 31. Mai 1866 Molly Ford Taylor; mit ihr hatte er drei Kinder. Von 1844 bis 1851 bewirtschaftete er eine kleine Farm im Kaufman County, Texas.

## Private und politische Karriere
1844 begann Reagan mit dem Jurastudium. Nach Abschluss und Zulassung zum Anwalt 1846 eröffnete er daraufhin eine Anwaltskanzlei in Buffalo, Texas. Im selben Jahr wurde er für zwei Jahre zu einem der Richter am Nachlassgericht und 1847 in das Repräsentantenhaus von Texas gewählt. Von 1844 bis 1851 war er Distriktrichter in Palestine. Er saß als Demokrat zwei Amtszeiten lang von 1857 bis 1861 im US-Repräsentantenhaus. In dieser Periode war er moderat in Fragen der Sklaverei und der Rechte der Einzelstaaten (States’ Rights). Trotzdem wurde er als Sezessionist Delegierter auf dem Texas-Sezessionskonvent. Als der Bürgerkrieg begann, trat er von seinem Abgeordnetenmandat zurück.

## Sezessionszeit
Als Deputierter zum provisorischen Konföderiertenkongress half er, die konföderierte Verfassung mitzuformulieren. Während des Krieges diente er als Postminister im Kabinett von CS-Präsident Jefferson Davis. Dieser hatte für den Posten eigentlich Henry T. Ellett aus Mississippi vorgesehen und ungefragt nominiert. Auch der Kongress hatte die Nominierung des Präsidenten bestätigt, doch Ellet lehnt den Posten ab. Reagan blieb die ganze Zeit loyal zur Regierung von Davis und bemühte sich, aus dem Postministerium ein unabhängiges Amt zu schaffen. Er war ein Experte in Büroangelegenheiten und war dazu in der Lage, einen ausgezeichneten Verwaltungsstab einzustellen. Aber er hatte niemals den notwendigen Apparat, um die Erwartungen in den Postdienst zu erfüllen. Er versuchte, das Ministerium mit seinen eigenen Einnahmen zu steuern. Am 27. April 1865 wurde er von Davis zusätzlich als Nachfolger von George Alfred Trenholm zum Finanzminister ernannt. Zu diesem Zeitpunkt war die konföderierte Regierung bereits handlungsunfähig. Er floh zusammen mit Davis und anderen von dessen Vertrauten aus Richmond, Virginia, wurde aber zusammen mit diesem am 10. Mai 1865 in der Nähe von Irwinville, Georgia von Nordstaatentruppen gefangen genommen.

## Nachkriegszeit
Reagan wurde in Fort Warren im Hafen von Boston, Massachusetts interniert. Von dort schrieb er einen offenen Brief an seine Landsleute in Texas, in dem er diese aufforderte, alle Bitterkeit wegen des Krieges beiseitezulassen und in die Union im ordentlichen Geiste zurückzukehren. Er forderte darin auch die Tilgung der Sklaverei und die Gewährung der Bürgerrechte und des Wahlrechtes auch für die Afroamerikaner. Er schrieb von dort auch in Abständen an US-Präsident Andrew Johnson Appelle von einem Abkömmling des armen Ostens von Tennessee an den anderen gegen die harten Maßnahmen gegen den Süden. Erst im Oktober oder Dezember 1865 wurde er freigelassen und kehrte nach Texas in seine Anwaltspraxis zurück. 1875 war er Delegierter in der texanischen Verfassunggebenden Versammlung. Von 1875 bis 1887 war er erneut Abgeordneter im US-Repräsentantenhaus und von 1887 bis 1891 Mitglied des US-Senats. Von 1897 bis 1901 war er Vorsitzender der Kommission für die texanische Eisenbahn. Er starb am 6. März 1905 in Palestine und wurde dort als letztes überlebendes Mitglied der konföderierten Regierung unter großer Anteilnahme auf dem East Hill Cemetery begraben.